# Sandrine Ngalula Mubenga
Pour les articles homonymes, voir Ngalula.
Sandrine Ngalula Mubenga, née à Kinshasa, est professeure en génie électrique spécialisée en énergie renouvelable, système photovoltaïque à l'université de Toledo. 
Elle est également la fondatrice et directrice de SMIN Power Group, une entreprise spécialisée en design et installation de dispositif d'énergie renouvelable basée aux États-Unis et en République Démocratique de Congo depuis 2011. 

## Biographie
Née à Kinshasa et fille d'un diplomate aux Nations unies, elle a vécu en République démocratique du Congo, en France, au Sénégal et aux États-Unis où elle vit actuellement. Elle parle couramment anglais, français, kikongo, lingala, swahili et tshiluba. Ngalula Mubenga a notamment inventé une voiture électrique hybride en y ajoutant une pile à combustible à hydrogène. En 2018, Ngalula Mubenga invente la technologie « Bi-Level Equalizer », un égaliseur de batteries à Lithium-lon, utilisées pour les voitures électriques et hybrides. Ces batteries permettent d'équilibrer les cellules des batteries et augmente la capacité et longévité des batteries.

## Récompenses
En 2009, Ngalula Mubenga reçoit le Nkoyi Mérite, prix donné par l'État congolais. Sandrine Ngalula Mubenga a également reçu le prix de l'ingénieur de l'année par l'Institute of Electrical and Electronics Engineers, une association professionnelle qui regroupe près de 400.000 membres,.